# Подкидыш (телесериал)
«Подки́дыш» — российский телесериал производства продюсерской компании «АМЕДИА». В главной роли: Антон Шагин.
Общероссийская премьера 12-серийного ретро-детектива состоялась с 1 по 6 апреля 2019 года на «Первом канале».

## Сюжет
Действие сериала происходит в 1926 году, в период НЭПа. Жулик по кличке Подкидыш, поссорившись с Земляникой, вожаком преступного мира Новгорода, решает спрятаться от бандитов в другом городе. Украв бумажник у одного из покупателей на рынке, он оказывается обладателем билета на поезд в Ленинград. По документам вчерашний вор становится советским милиционером, которого сразу же назначают начальником отдела уголовного розыска Ленинградского управления НКВД. Однажды Подкидыш узнаёт, что в соседнем здании расположен огромный склад, заполненный различными дорогими вещами, конфискованными у врагов трудового народа. Пока сокровища готовят к отправке за границу для продажи на валютных аукционах, он замышляет самое дерзкое ограбление в своей жизни…

## В ролях
| Актёр              | Роль                                                                      |
| ------------------ | ------------------------------------------------------------------------- |
| Антон Шагин        | «Мишка Подкидыш» (Михаил Родионов), жулик из Новгорода                    |
| Тимофей Трибунцев  | Пантелей Иннокентьевич Суббота, начальник отделения                       |
| Аглая Тарасова     | Анна Андреевна Калинина                                                   |
| Сергей Барковский  | Мефодий Иванович Гончаров, судмедэксперт                                  |
| Евгений Антропов   | Степан Рыжков, инспектор                                                  |
| Антон Васильев     | Максим Дмитриевич Антонов, выпускник школы милиции                        |
| Владимир Глазков   | Козлов, начальник милиции губернского административного округа Ленинграда |
| Олег Алмазов       | Андрей Кузьмич Корпачёв, начальник Новгородского УГРО                     |
| Семён Шкаликов     | «Крахмал», взломщик сейфов                                                |
| Николай Шрайбер    | «Воркута», водитель такси                                                 |
| Сергей Русскин     | «Земляника», вор в законе                                                 |
| Руслан Барабанов   | «Вася-Самокат», подручный Земляники                                       |
| Александр Нестеров | «Лимончик», подручный Земляники                                           |
| Александр Ткачёв   | «Осень», давний сообщник Подкидыша                                        |
| Дмитрий Воробьёв   | врач в Новгородской больнице                                              |
| Борис Драгилёв     | Степаныч, фельдшер                                                        |

| Актёр                      | Роль                                              |
| -------------------------- | ------------------------------------------------- |
| Семён Стругачёв            | Шлемансон, скупщик краденого                      |
| Никита Силов               | юный предводитель беспризорников                  |
| Владислав Демьяненко       | «Семён Семечка», щипач                            |
| Илья Носков, Андрей Носков | братья Смирновы, торговцы сейфами                 |
| Александр Саюталин         | Иван Матвеевич Осоргин                            |
| Кирилл Ульянов             | Зиновьев                                          |
| Елизавета Нилова           | Эмма, натурщица                                   |
| Сергей Бызгу               | Матвей Виноградов, художник                       |
| Сергей Мигицко             | Абрам Зеленфройд, хозяин ювелирного магазина      |
| Александр Строев           | Гаврила Потапов, пивовар                          |
| Виктор Бычков              | Федот Митрофанович Потапов                        |
| Наталья Бурмистрова        | Элла Карелина                                     |
| Роман Агеев                | Андрей Северский, писатель                        |
| Роман Жилкин               | Егор Леонидович Копейкин, авторитетный вор        |
| Илья Шакунов               | Алексей Григорьевич Данилов, кинорежиссёр         |
| Маргарита Бычкова          | Ада Семёновна, гримёрша на киностудии             |
| Константин Воробьёв        | отец Тимофей, священник                           |
| Андрей Шарков              | Эйгенсон, портной                                 |
| Андрей Феськов             | Фёдор Ступин, уполномоченный социального комитета |
| Михаил Разумовский         | Гавриил Глебович Сахно, главный врач «Бехтеревки» |
| Аркадий Коваль             | продавец кошек                                    |
| Дарья Юргенс               | Маргарита Сапфирова, целительница и гадалка       |
| Александр Тютрюмов         | Бобров                                            |

## Хореография
Хореограф-постановщик Мария Ряполова.

## Критика
В 7 серии сериала грабителем члена Союза писателей СССР Лазаря Карелина является писатель Андрей Северский. Такой личности в Союзе писателей на тот момент не было. В нем вообще ни одной личности не было, так как создан он только в 1934 году. Действие сериала происходит во времена НЭП, с 1921-1924 г, однако гипотетически грабителем в сериале могли указать однофамильца - писателя Георгия Северского, который родился только в 1906 году (но в сериале он показан как мужчина зрелого возраста). Сам потерпевший Карелин родился даже позже своего грабителя - в 1920 году, членом союза писателей стал только в 1956.
В серии "Частный извоз" в эпизоде в кабаке звучит мелодия на саксофоне "Маэстро". Была написана в 1981 году. Действие сериала происходит в 1926 году, в период НЭПа. Это как? (СВС).